# Eyjolfur K. Agustsson
Eyjólfur Karl Ágústsson, född 1 september 1922 i Hvammi á Landi på Island, död 23 juli 2012 i Stockholm, var en isländsk-svensk inredningsarkitekt.
Eyjólfur, som var son till lantbrukaren och läraren Ágúst Kristinn Éyjolfsson och Sigurlaug Eyjólfsdóttir, studerade i Stockholm och utexaminerades från Konstfackskolan, Högre Konstindustriella Skolan 1951 och från Kungliga Tekniska högskolan 1960. Han var anställd på professor Paul Hedqvists arkitektkontor 1951, Lennart Uhlins och Lars Malms arkitektkontor 1954–1955, Kungliga Tekniska högskolans byggnadskommitté 1957 och arkitekt på AB Vattenbyggnadsbyråns arkitekt- och stadsplaneavdelning från 1958.